# Jemieliste (województwo mazowieckie)
Jemieliste – wieś sołecka w Polsce położona w województwie mazowieckim, w powiecie ostrołęckim, w gminie Goworowo.
Wierni Kościoła rzymskokatolickiego należą do parafii Narodzenia Najświętszej Maryi Panny w Wąsewie.

## Historia
W 1827 r. wieś liczyła 11 domów i 102 mieszkańców.
W latach 1921–1939 wieś leżała w województwie białostockim, w powiecie ostrołęckim, w gminie Goworowo.
Według Powszechnego Spisu Ludności z 1921 roku zamieszkiwało wieś 124 osób w 22 budynkach mieszkalnych.
W wyniku agresji niemieckiej we wrześniu 1939 wieś i folwark znalazł się pod okupacją niemiecką. Od 1939 do wyzwolenia w 1945 włączona w skład dystryktu warszawskiego.
W latach 1975–1998 miejscowość administracyjnie należała do województwa ostrołęckiego.